# Andrej Andrejevič Gromyko
Andrej Andrejevič Gromyko (rusky Андрей Aндрeeвич Громыко, bělorusky Aндрэй Aндрэeвiч Гpaмыкa; 5. červencejul./ 18. července 1909greg. Staryje Gromyki u Homelu – 2. července 1989 Moskva) byl sovětský politik a diplomat. Od roku 1939 působil v diplomatických službách SSSR, v letech 1957–1985 jako ministr zahraničních věcí a předseda prezídia Nejvyššího sovětu (1985–1988).

## Život
Narodil se v běloruské rolnické rodině na území dnešního Běloruska (Homelská oblast). Běloruská podoba jeho příjmení zněla Hramyka.

### Stalin, Molotov a Gromyko

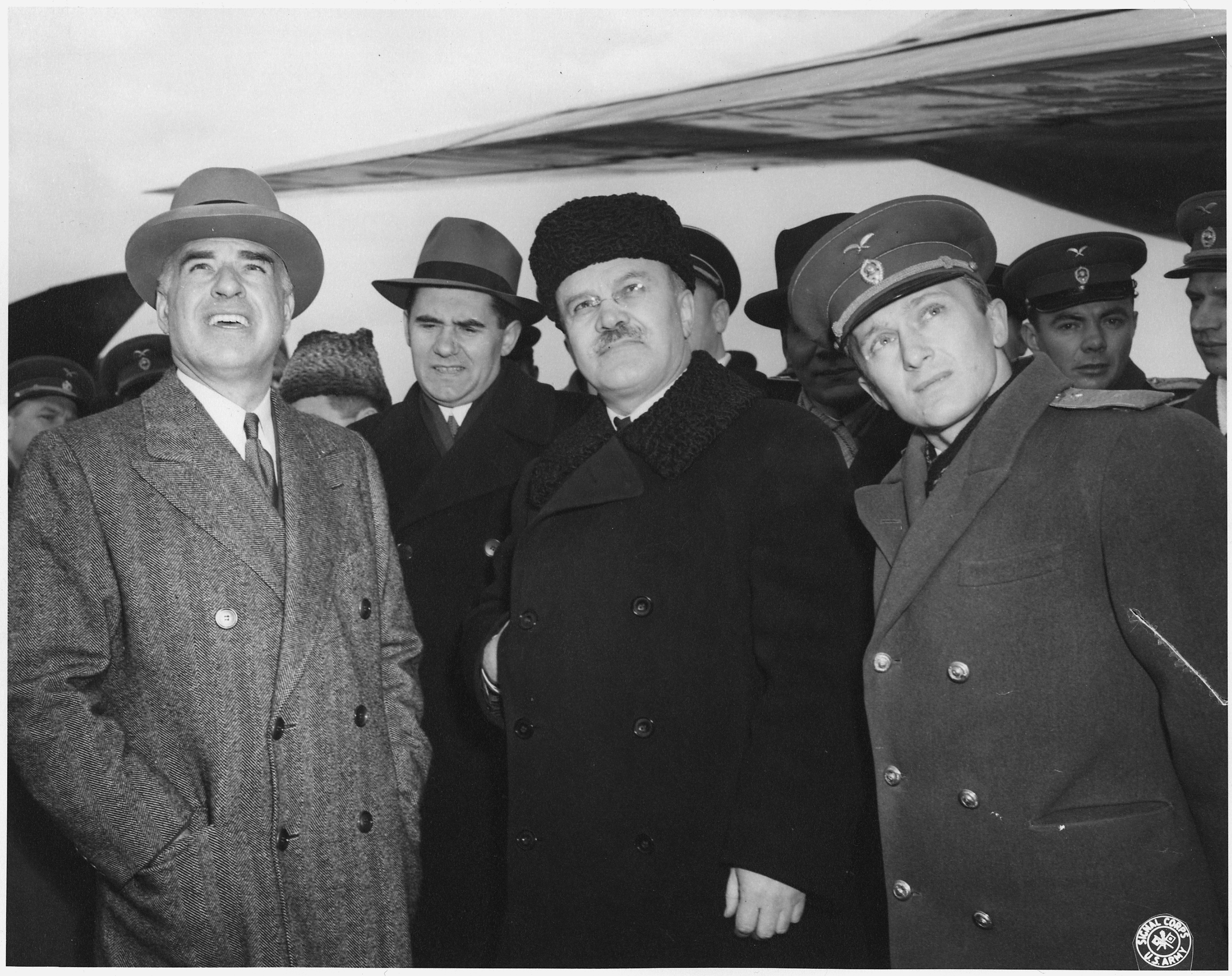
Andrej Gromyko (druhý zleva) na Jaltě v únoru 1945

V roce 1932 ukončil Andrej Andrejevič Gromyko Ekonomický institut v Minsku s titulem doktor ekonomických věd. V letech 1936–1939 působil jako pedagog a vědec v Institutu ekonomie Akademie věd SSSR. Stalinské čistky otevřely Gromykovi cestu ke kariéře v diplomacii.
Na jaře roku 1939 Stalin pověřil Lavrentije Beriju a jeho NKVD provést očistu narkomindělu (NKID, lidový komisariát zahraničních věcí) jako přípravu na přehodnocení dosavadního zahraničního kursu SSSR. Většina diplomatů zmizela a samotný lidový komisař Maxim Litvinov byl zbaven úřadu a ponechán v domácím vězení. Novým šéfem sovětské diplomacie se stal tehdejší premiér SSSR Vjačeslav Molotov. Jeho pravou rukou se stal dosavadní pracovník NKVD Děkanozov. Společně začali vytvářet nový diplomatický sbor a jedním z povolaných se stal i vzdělaný Gromyko, který převzal vedení Oddělení amerických států NKID a stal se poradcem velvyslanectví SSSR v USA.
V letech 1943–1946 pobýval ve Washingtonu jako sovětský velvyslanec v USA. Účastnil se řady jednání na nejvyšší úrovni a spolupodílel se na zřizování OSN, ve kterém se stal prvním představitelem SSSR (1946–1948). Vedle toho se stal i náměstkem ministra zahraničí SSSR (1946–1949). Po odvolání Molotova z úřadu a jmenování Andreje Vyšinského se stal Gromyko prvním náměstkem ministra (1949–1952). V letech 1952–1953 pobýval v Londýně jako sovětský velvyslanec.

### Chruščov a Gromyko

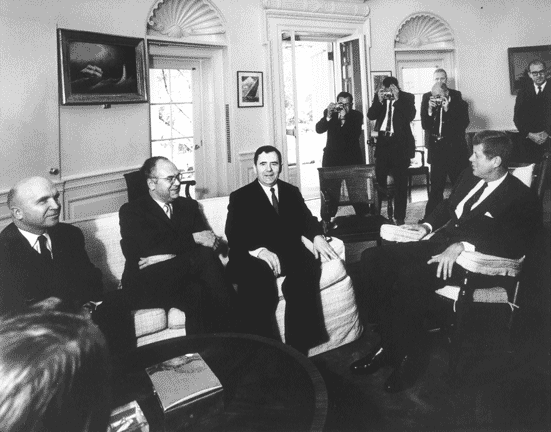
Gromyko při jednání s prezidentem USA, Johnem F. Kennedym v Bílém domě v roce 1962

Změny v Kremlu znamenaly pro Gromyka opět návrat do funkce prvního náměstka ministra (1953–1957), v jehož křesle se vystřídali V. M. Molotov (do r. 1956) a D. T. Šepilov (1956–1957).
Po Stalinově smrti převzal řízení zahraniční politiky do svých rukou Vjačeslav Molotov, který měl na rozdíl od ostatních členů předsednictva strany zkušenosti a ve světě značné renomé. V mocenském střetu však postupně musel ustoupit Nikitovi Chruščovovi, který si jako šéf strany přivlastnil hlavní slovo ve formulování zahraniční politiky. Právě z jeho iniciativy byl Molotov odvolán a na jeho místo přišel nejprve stranický ideolog Dmitrij Šepilov a pak zkušený diplomat Andrej Gromyko. Jeho vliv na formování zahraniční politické linie byl prozatím minimální. Hlavní slovo měl Chruščov, který jednal s Gromykem velmi povýšeně. Změna nastala teprve po nástupu nového Brežněvova stranického vedení v říjnu 1964.

### Brežněv a Gromyko
Pád Chruščova a nástup nové garnitury do čela KSSS přinesl i změny v postavení ministra zahraničí. Brežněv ani Kosygin neměli dostatek zkušeností z oblasti mezinárodních vztahů a tak Gromyko měl více možností zasahovat do formulování zahraniční politiky, byť nadále si zachovalo hlavní slovo politbyro ÚV KSSS. Vztahy mezi ním a generálním tajemníkem byly v přátelské rovině už od konce padesátých let, když Brežněv zastával funkci hlavy státu a musel podnikat řadu oficiálních návštěv.
Růst Gromykovy úlohy uvnitř sovětského vedení mu přinesl i členství v politbyru (1967 kandidát, 1973–1988 plnoprávný člen).

### Boje o moc v Kremlu a Gromyko

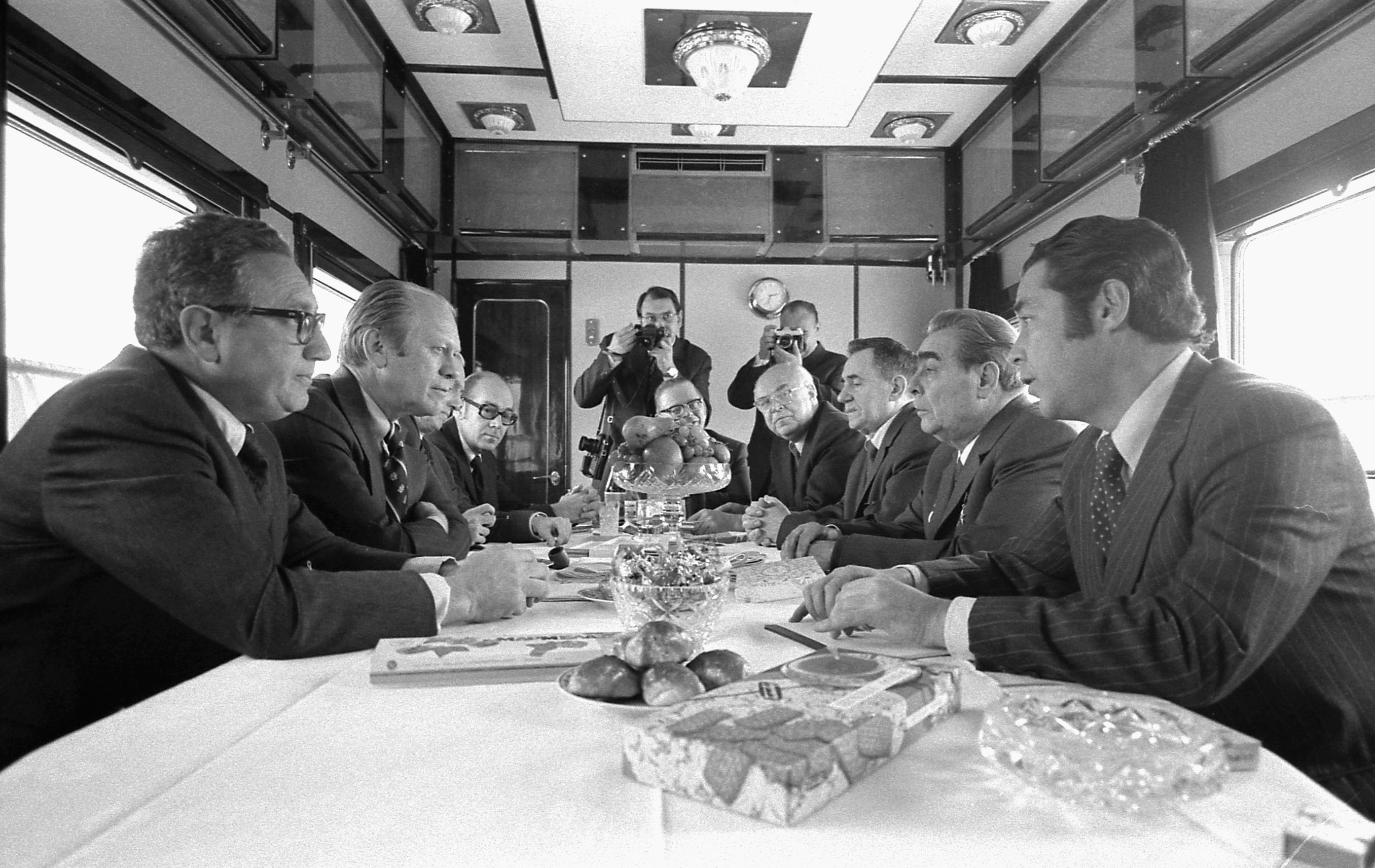
Gromyko a Brežněv s americkým prezidentem Fordem a ministrem zahraničí Kissingerem ve Vladivostoku v listopadu 1974

Druhá polovina 70. let přinesla pozvolný úpadek Brežněvovy osobnosti. Jeho vliv na politiku klesal. Mocenské vakuum vyplnili jeho nejbližší důvěrníci. Hlavní slovo na formulování bezpečnostních a zahraničně politických otázek měl triumvirát (tzv. Ořechové politbyro) složený z Jurije Andropova (KGB), Dmitrije Ustinova (vojensko-průmyslový komplex, ministerstvo obrany, generální štáb) a Gromyka (ministerstvo zahraničí), který rozhodl bez angažovanosti stranického aparátu o invazi do Afghánistánu v roce 1979.
Právě podpora Ustinova i Gromyka přivedla Andropova do křesla generálního tajemníka. Ten se Gromykovi odměnil statutárním povýšením na post prvního náměstka předsedy rady ministrů při zachování funkce ministra zahraničních věcí SSSR.
Po smrti Andropova (únor 1984) pětasedmdesátiletý Gromyko podržel vládnoucí gerontokracii při volbě Konstantina Černěnka generálním tajemníkem. O rok později však již stál jednoznačně na straně progresivní skupiny kolem Michaila Gorbačova.
Nástup nové stranické garnitury se promítl i do postavení Gromyka. Odešel z funkce ministra zahraničí a stal se oficiální hlavou státu – předsedou prezidia Nejvyššího sovětu SSSR, kterou vykonával až do roku 1988, kdy byl penzionován. Novým ministrem zahraničí se stal Eduard Ševardnadze (1985–1990).

## Charakter a postoje

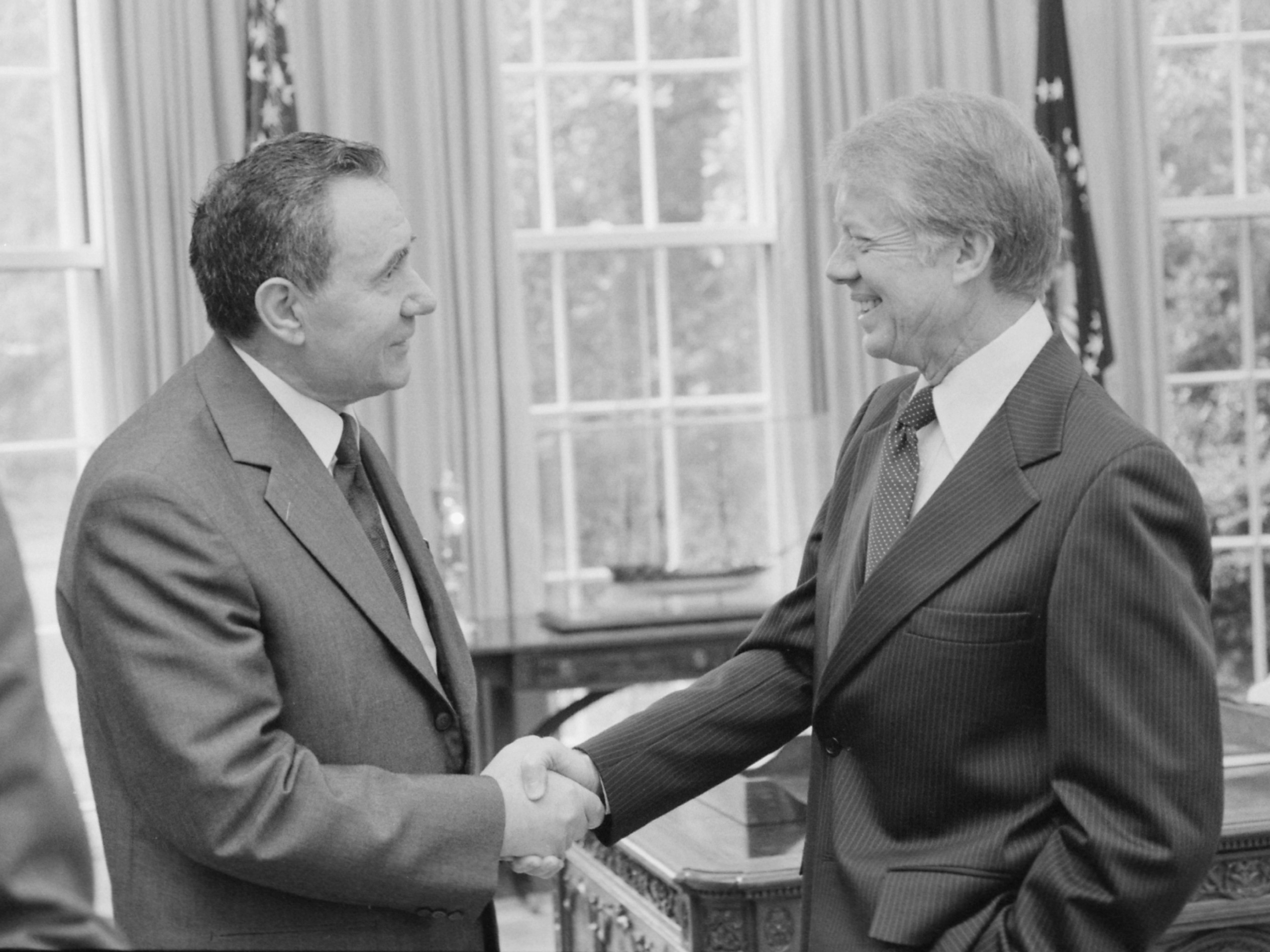
Gromyko při setkání s americkým prezidentem Jimmy Carterem v roce 1978

Andrej Andrejevič Gromyko vtiskl sovětské zahraniční politice charakteristickou stopu. Pro své protivníky byl vždy neúprosným a nezdolným soupeřem s kamennou tváří. Pro nadřízené představoval spolehlivého vykonavatele pokynů, se kterým byl spokojený jak Stalin a Molotov, tak i Chruščov či Brežněv. Tvrdě zastával sovětské postoje i v okamžicích, kdy byly neudržitelné, tak jako dříve jeho šéf Molotov.
Jeho ideologický dogmatismus s diplomatickou tvrdostí výrazně ovlivnily skutečnou podobu politiky détente, na které se spolupodílel. V zásadě skutečně zůstával straníkem mírových jednání a spolupráce s USA, avšak za okolností, které budou pro SSSR maximálně výhodné.
Jeho kariéra diplomata a politika je v dějinách SSSR naprosto ojedinělá. Přestože zůstal neochvějným komunistou až do konce svého života, jeho kariéra završená vstupem do nejvyššího stranického vedení je neobvyklá. Pozornost zaslouží i dlouhověkost ve funkci ministra zahraničí (28 let), v jejímž držení se stal jednoznačně rekordmanem 20. století.

## Vyznamenání

### Sovětská vyznamenání
- Hrdina socialistické práce – 17. července 1969, 17. července 1979
- Leninův řád – 3. listopadu 1944, 5. listopadu 1945, 17. července 1959, 31. prosince 1966, 17. července 1969, 17. července 1979 a 17. července 1984
- Řád vlastenecké války I. třídy – 23. dubna 1985
- Řád rudého praporu práce – 9. listopadu 1948
- Řád čestného odznaku – 30. října 1954
- Pamětní medaile 100. výročí narození Vladimira Iljiče Lenina
- Leninova cena – 1982

### Zahraniční vyznamenání
- Řád slunce svobody – Afghánistán
- Řád Georgiho Dimitrova – Bulharsko
- Řád Klementa Gottwalda – Československo, 29. června 1979[2]
- Řád José Martího – Kuba, 1984[3][4]
- Řád praporu Maďarské lidové republiky
- velkokříž Řádu peruánského slunce – Peru